# Кутарбитское сельское поселение
Кутарбитское се́льское поселе́ние — муниципальное образование в Тобольском районе Тюменской области Российской Федерации.
Административный центр — село Кутарбитка.

## История
Статус и границы сельского поселения установлены Законом Тюменской области от 5 ноября 2004 года № 263 «Об установлении границ муниципальных образований Тюменской области и наделении их статусом муниципального района, городского округа и сельского поселения».

## Население
| 2010  | 2011  | 2012  | 2013  | 2014  | 2015  | 2016  |
| ----- | ----- | ----- | ----- | ----- | ----- | ----- |
| 1314  | ↘1309 | ↘1279 | ↗1285 | ↘1264 | ↘1256 | ↘1253 |
| 2017  | 2018  | 2019  | 2020  | 2021  |       |       |
| ↘1245 | ↘1209 | ↘1177 | ↘1166 | ↗1286 |       |       |

## Состав сельского поселения
| № | Населённый пункт | Тип населённого пункта       | Население |
| - | ---------------- | ---------------------------- | --------- |
| 1 | Бишура           | деревня                      | 0         |
| 2 | Бобова           | деревня                      | 52        |
| 3 | Кутарбитка       | село, административный центр | 561       |
| 4 | Новая Бишура     | деревня                      | 18        |
| 5 | Тахтагул         | деревня                      | 132       |
| 6 | Турба            | деревня                      | 68        |
| 7 | Турбинская       | деревня                      | 136       |
| 8 | Худякова         | деревня                      | 100       |
| 9 | Чебурга          | деревня                      | 247       |